# Román kori templomkapuk
Az ezer évvel ezelőtti Európáról mindmáig az építészet őrzi a legtöbb mindennap látható emléket. Falun és városon az elmúlt ezer év kitágította az élet kereteit, de a közösségnek és az emberi lélek magába-nézésének egyik központja ma is a templom.

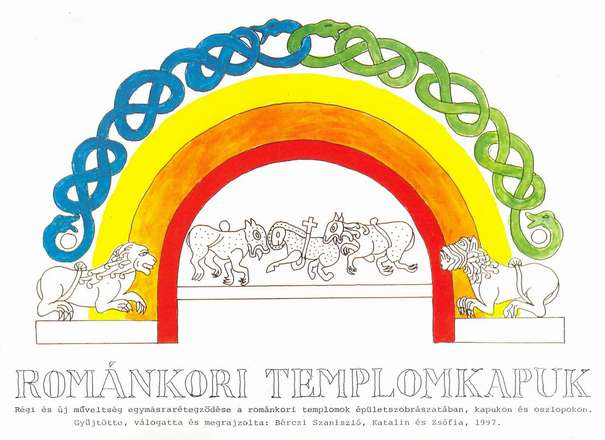
Érdekességek román kori templomkapukon: kígyós fonat Aleppóból, állatküzdelem Kvidingéből

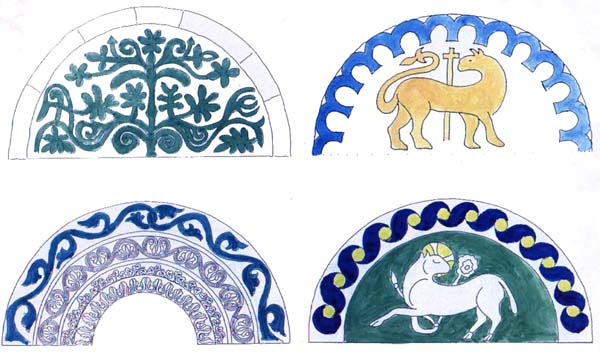
Négy szép timpanon: Monoszló, Domokosfa, Halmágy és Csempeszkopács diadalíve a szegedi báránnyal a Dömötör-toronyról

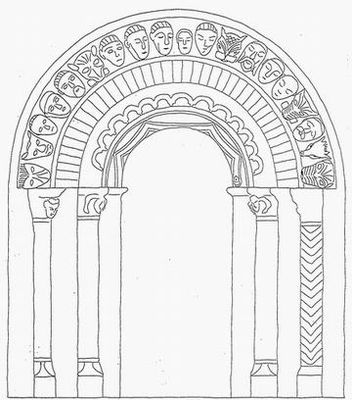
Dysert O’Dea emberarcfaragásos románkori templomkapuja, részlet a Dublini Történeti Múzeumból

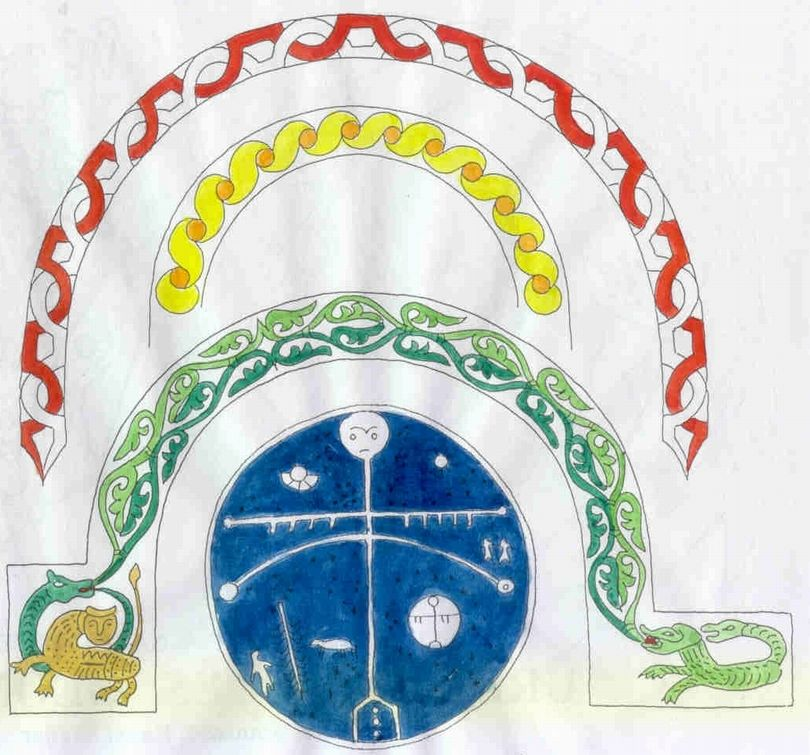
Évkör emlékek: Egregy és Csempeszkopács diadalíve, Lund egyik ablakíve és egy szibériai sámándob az égboltra utaló rajzolattal

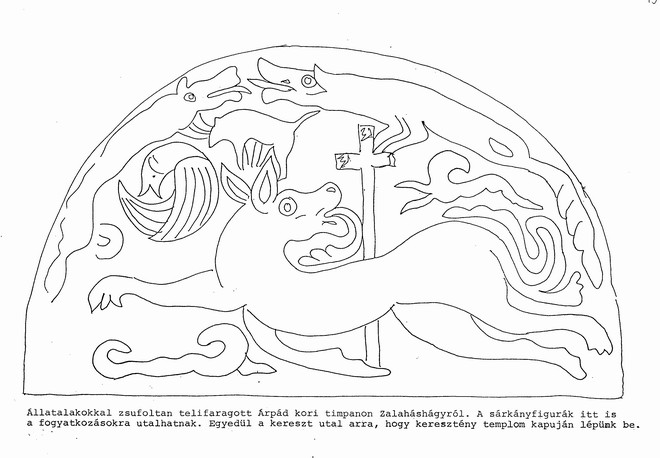
A zalaháshágyi templomban látható nevezetes timpanon rajza a sárkányok küzdelméről

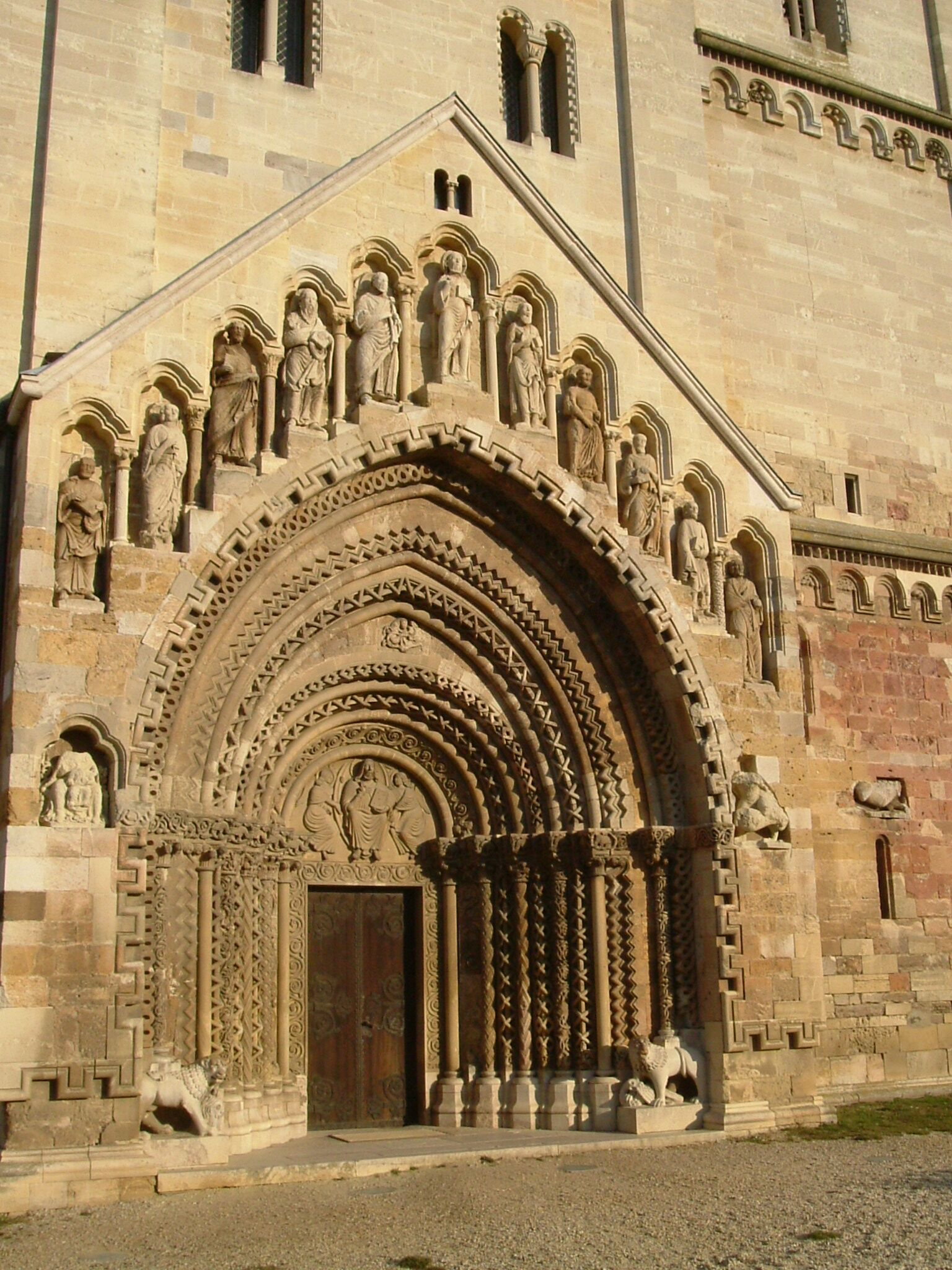
A jáki templom főbejárata, a magyarországi romanika egyik legszebb példája

## Hagyományötvöződés a templomkapuk faragásain
Az ezer évvel ezelőtt európai államokat szervező keresztény gondolkodási és államszervezési rendszer különféle hagyományú népeket fogott össze. E népek egy része korábban más műveltségi közösségek tagja volt, s nekik hagyományaikat össze kellett építeniük az új gondolkodási formákkal. Ennek a hagyomány-ötvöződésnek, gondolkodási rendszer rétegződésének is tanúja a románkori templom, s különösen a románkori templom kapuja. Egymás mellett szerepelnek itt az ősi jelképek, például az életfajelenet, az Agnus Dei-vel, az Isten Bárányával.

## Ősi mítoszok: Szigurd-monda és Szent László-legenda
Előfordulnak faragott templomkapukon a régi mítoszok önállóan is, mint például a Nibelung-ének Szigurd-mondájának egy szakasza a hylestadi norvég fatemplom kapuján, vagy nálunk az ősi sztyeppei mítoszt őrző Szent László-legenda templombelsőkben, freskókon. Griffek és indák, évkoszorúk napot s holdat nyelő sárkányokkal, vadászatok és varázslatok szerepelnek e kapukon, s még a híres sztyeppei állatküzdelem is előfordul közöttük, igaz, nem nálunk a Kárpát-medencében, hanem Kvidinge, skonei dán falucska oroszlánokkal őrzött kapujának timpanonján.

## Természetábrázolás a természettudományok fölvirágzása előtt
Visszaemlékezésünk néhány erős hagyományú, Európa-peremi országból mutat be románkori templomkapukat, oszlopfőket és keresztelő-kutakat, a legdúsabban faragott építészeti részleteket kiemelve. Ezek a legkiválóbb őrzőhelyei a hagyomány-ötvöződésnek. Messziről szemlélve a késő ókori népeket egy nagy történelmi korszak közös gyermekeit láthatjuk bennük, s így a románkori templomkapukon megőrződött ábrakincs a nyugat-eurázsiai népek közös műveltségi örökségét jelenti. Természeti műveltségnek is nevezhetjük ezt a tudáskincset, mely mítoszokkal, hasonlatokkal, történetekkel, párhuzamokkal, példabeszédes tanulság-kiemeléssel tanít. Az ábrázolás a természetközelségből is őriz jellemvonásokat, de a városi ember számára utolérhetetlen varázsú állatábrázolásuk egyszerűsége és nagyszerűsége. A sztyeppei és a természet közeli népek természetábrázolása egy időre lappangó tudáskincs marad, s majd csak a természettudományok fölvirágzása merít ebből a tudásból, csaknem fél évezred multán. A kódexek, oklevelek lapjai és a templomok ritkán fönnmaradt freskói mellett ezek a románkori épületfaragások azok, amelyek őriznek valamit a letűnt kor gondolkodásából. Akár kárpát-medencei, akár viking-skandináv, akár kelta-brit szigeteki az ábrázolás, egy mítoszokban és jelképekben gondolkodó kor ábrázolásait láthatjuk a templomkapukon.

## Az évkör eseményeire utaló timpanon-koszorúk
Közös gondolkodási kerete volt a kereszténység előtti, sőt a kereszténység kori népeknek is még az évkör. Az égitestek mozgásával nemcsak az idő éves beosztását, tagolását adta meg, hanem a párhuzamos gondolkodás alapelve szerint állandó eseményhátteret képezett a földi eseményeknek. Évkör-keretezésű déli templomkapuk és timpanonok Nyugat-Eurázsiában mindenütt megtalálhatók. Példákat említhetünk Skandináviából (Lund), a Kárpát-medencéből (Csempeszkopács, Domonkosfa), Kisázsiából (Konya, Törökország), a Kaukázusból (Mszheta, Grúzia: Kubacsi, Dagesztán), Szíriából (Aleppo).

## Életfa templomkapukon
A Kárpát-medencei románkori épületfaragások legrégibb rétegében állatalakos életfajeleneteket találunk. Vurpód és Vízakna timpanonjai a dél-erdélyi völgyekben maradtak fönn, s ma a Magyar Nemzeti Galériában láthatók a Budavári Palotában. Gyulafehérvár és Újudvar faragásai is őrzik az életfás elrendezést, de az újudvari egészen archaikus, míg a fehérvári már az Úr Jézust szerepelteti középen, szélről az oroszlánokkal. Az egyik legszebb életfa-jelenetet Monoszló templomának déli kapuján láthatjuk.

## Állatküzdelem templomkapukon
A honfoglalás utáni időkből több olyan épületszobrászati emlékünk származik, amely állatküzdelmet örökít meg. Ilyen a sárkányos-állatfigurás félköríves timpanon Zalaháshágyon. Ez a hatalmas kőtömb már csak másodlagosan beépítve figyelhető meg a templom belső terében, de egykor valószínűleg a déli kaput díszíthette. Ilyen sárkányküzdelmes kőfaragást nagyon keveset ismerünk Nyugat-Eurázsiában, mert a képen is a szemben álló sárkányok viadalát láthatjuk. Ilyen küzdelmet ábrázol a Bécsben őrzött honfoglalás kori ún. Atilla szablya is. Ugyancsak két sárkányfigura áll az életfa alatt, egymással szemközt Sopron Szent Jakab kápolnájának nyugati kapuja fölött. Állatküzdelmi jelenet díszíti az egykori Dániában a kvidingei kapu bejáratát is. Ezt a képet a Románkori templomkapuk c. kiadvány borítóján láthatjuk.